# Leichtathletik-Europameisterschaften 1938/80 m Hürden der Frauen

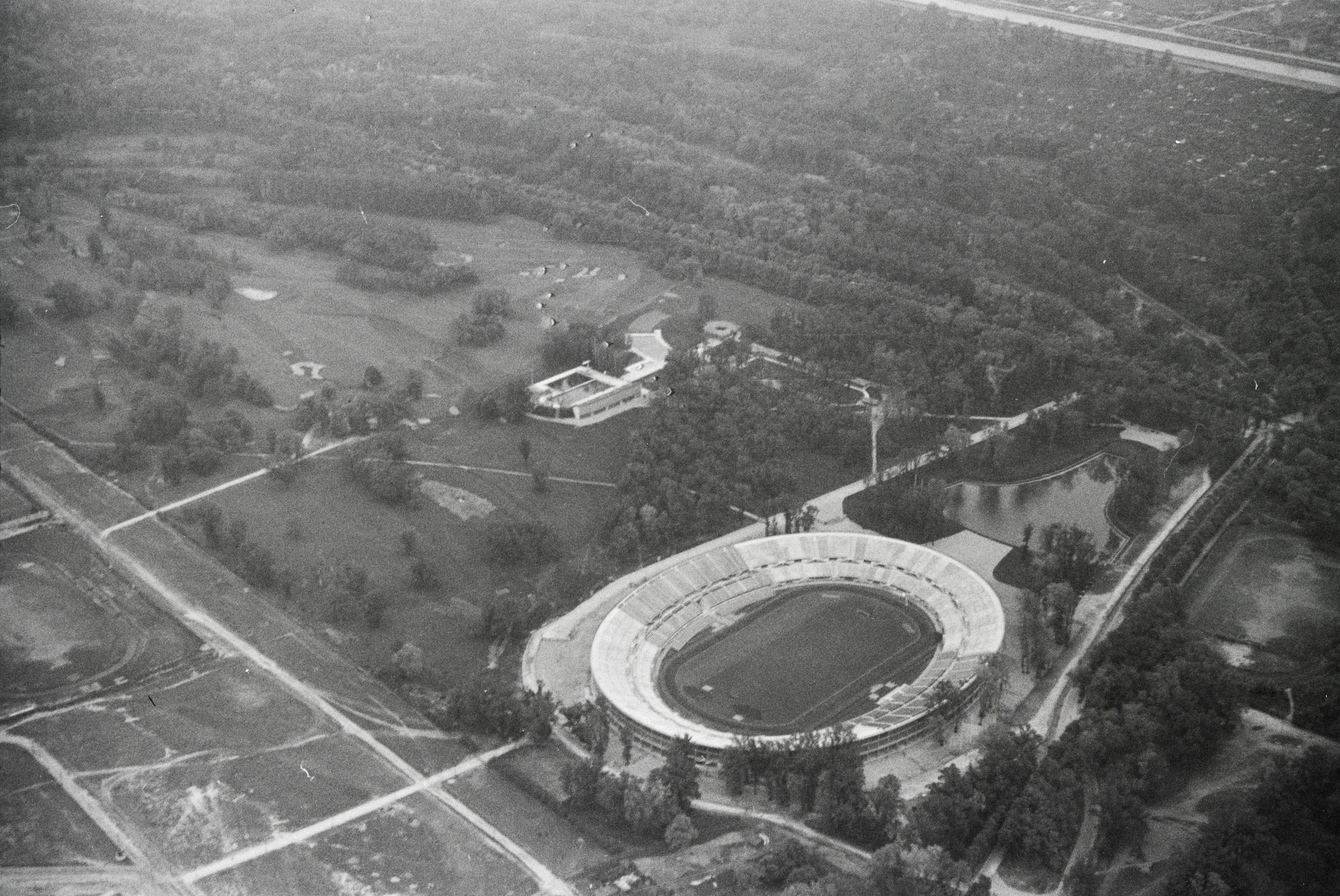
Praterstadion auf einer Luftaufnahme 1932

Der 80-Meter-Hürdenlauf der Frauen bei den Leichtathletik-Europameisterschaften 1938 wurde am 18. September 1938 im Wiener Praterstadion ausgetragen.
Europameisterin wurde die Italienerin Claudia Testoni. Sie stellte mit 11,6 Sekunden den bestehenden Weltrekord ein. Die Deutsche Lisa Gelius gewann die Silbermedaille. Bronze ging an die Niederländerin Kitty ter Braake.

## Rekorde

### Bestehende Rekorde
| Weltrekord           | 11,6 s                                              | Ruth Engelhard                                      | London, Großbritannien                              | 11. August 1934                                     |
| Europarekord         | 11,6 s                                              | Ruth Engelhard                                      | London, Großbritannien                              | 11. August 1934                                     |
| Meisterschaftsrekord | Einen Europameisterschaftsrekord gab es noch nicht. | Einen Europameisterschaftsrekord gab es noch nicht. | Einen Europameisterschaftsrekord gab es noch nicht. | Einen Europameisterschaftsrekord gab es noch nicht. |

### Rekordverbesserung / -egalisierung
Im ersten Renen wurde ein erster EM-Rekord aufgestellt. Im Finale gab es dann die Egalisierung des Weltrekords, die natürlich gleichzeitig einen neuen Meisterschaftsrekord darstellte.
- Meisterschaftsrekord: 11,8 s – Claudia Testoni (Italien), erster Vorlauf am 18. September
- Weltrekord: 11,6 s (egalisiert) – Claudia Testoni (Italien), Finale am 18. September

## Vorrunde
18. September 1938
Die Vorrunde wurde in drei Läufen durchgeführt. Die ersten beiden Athletinnen pro Lauf – hellblau unterlegt – qualifizierten sich für das Finale. Da die Vorläufe mit jeweils drei Läuferinnen besetzt waren, schied nur eine Teilnehmerin je Rennen aus.

### Vorlauf 1

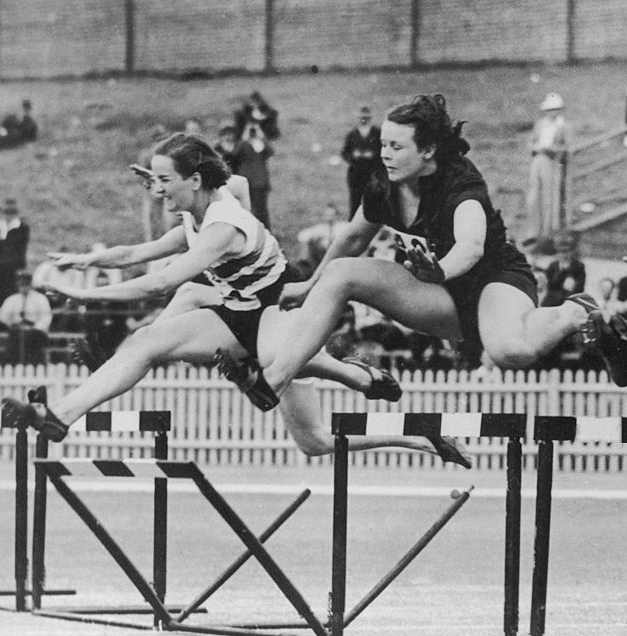
Ethel Raby – auf dem Foto links neben der Südafrikanerin Barbara Burke – schied als Dritte des ersten Vorlaufs aus

| Platz | Name            | Nation             | Zeit (s) |
| ----- | --------------- | ------------------ | -------- |
| 1     | Claudia Testoni | Königreich Italien | 11,8 CR  |
| 2     | Lisa Gelius     | Deutsches Reich    | 11,9     |
| 3     | Ethel Raby      | Großbritannien     | 13,2     |

### Vorlauf 2
| Platz | Name             | Nation          | Zeit (s) |
| ----- | ---------------- | --------------- | -------- |
| 1     | Anny Spitzweg    | Deutsches Reich | 12,2     |
| 2     | Agatha Doorgeest | Niederlande     | 12,3     |
| 3     | Evelyn Matthews  | Großbritannien  | 12,3     |

### Vorlauf 3
| Platz | Name               | Nation          | Zeit (s) |
| ----- | ------------------ | --------------- | -------- |
| 1     | Annemarie Westphal | Deutsches Reich | 11,9     |
| 2     | Kitty ter Braake   | Niederlande     | 12,0     |
| 3     | Kate Robertson     | Großbritannien  | 12,3     |

## Finale

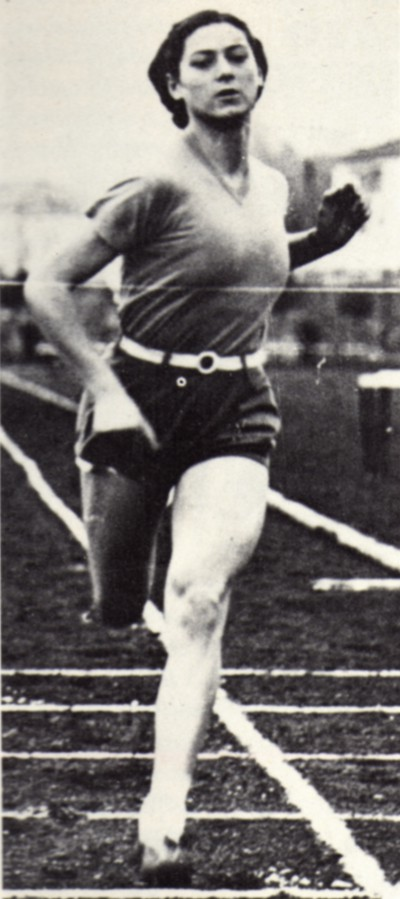
Die Olympiavierte von 1936 Claudia Testoni wurde Europameisterin und egalisierte dabei den bestehenden Weltrekord
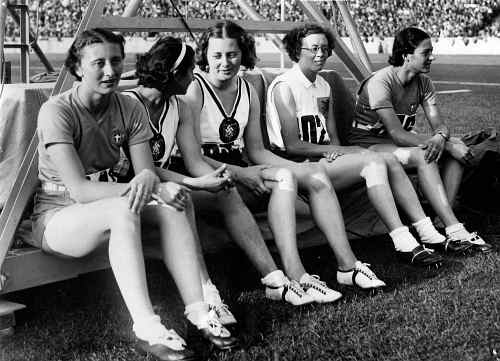
Kitty ter Braake (Zweite von rechts bei den Olympischen Spielen 1936) gewann die Bronzemedaille

18. September 1938
| Platz | Name               | Nation             | Zeit (s) |
| ----- | ------------------ | ------------------ | -------- |
| 1     | Claudia Testoni    | Königreich Italien | 11,6 WRe |
| 2     | Lisa Gelius        | Deutsches Reich    | 11,7     |
| 3     | Kitty ter Braake   | Niederlande        | 11,8     |
| 4     | Annemarie Westphal | Deutsches Reich    | 12,0     |
| 5     | Agatha Doorgeest   | Niederlande        | 12,0     |
| 6     | Anny Spitzweg      | Deutsches Reich    | 12,1     |